# イ・スンチョル

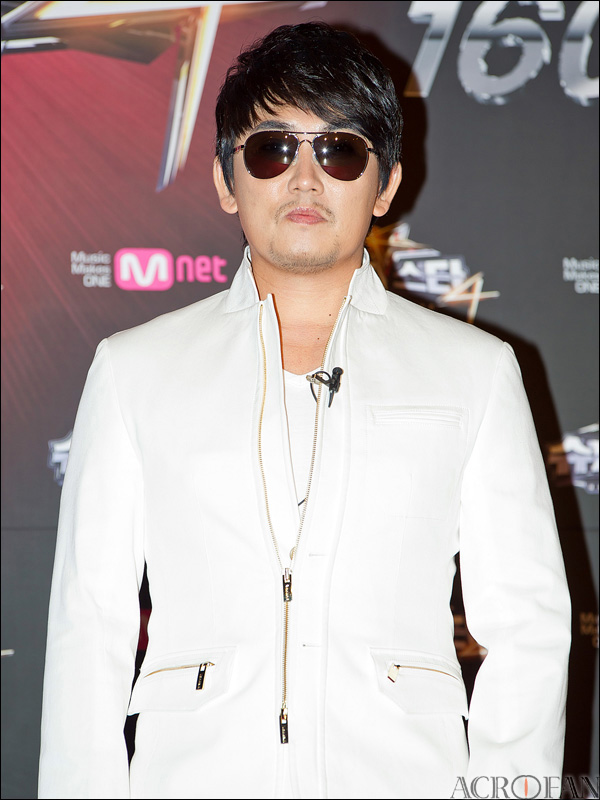
イ・スンチョル

イ・スンチョル（李 承哲、Lee Seung Chul、1966年12月5日 - ）は、韓国の歌手。身長165cm、血液型A型。2006年にはRUI名義で日本デビュー。

## 経歴
- 1984年 - 大学時代にMBC河辺（ガンビョン、강변）歌謡祭に参加。
- 1985年 - アマチュアで活動していたキム・テウォンらのロックグループ「復活(ブファル、부활)」にリードボーカルとして加入。1集『復活vol.1』でメジャーデビューを果たす。
- 1988年 - 初のソロアルバム発売。1集Part1『さよならなんて言わないで（안녕이라고 말하지마）』で各種チャートのトップになる。
- 1989年 - 1集Part2「最後のコンサート」がヒット。
- 1990年 - 大麻吸引容疑で2度目の拘束[1]。
- 1991年 - 懲役1年、執行猶予2年の判決が下り[2]、活動中断した。活動再開後ライブアルバム『1991年Irony live』とミュージックビデオを発表。ソロ2集『Ballerina-Girl』発表。
- 1992年 - 映画「月は…太陽が見る夢」に主演、OSTも発表した。
- 1995年6月 - 女優カン・ムニョンと結婚。
- 1997年3月 - 1995年に結婚したカン・ムニョンと離婚。
- 2000年 - 映画「飛天舞」の主題歌を発表。
- 2002年 - 再び「復活」のボーカルとして活動。（復活としての）8集『セビョッ（夜明け）』を発表し、収録曲「Never Ending Story」がヒット。
- 2006年2月22日 - 「RUI」という別名で日本初シングル『さよなら3』（さよなら・さよなら・さよなら）発表。このシングルはチェ・ジウが出演して話題を集めたTBSドラマ『輪舞曲-ロンド』のエンディング曲。
- 2006年4月26日 - 20年間のヒット曲を日本語にして収録したベストアルバム『sound of double』を発表。
- 2007年1月 - 事業家パク・ヒョンジンと再婚。
- 2010年11月 - ビール5杯を飲んだあと飲酒運転にて逮捕。
- 2013年09月 - 韓国ソンジ高校で講演し、高校卒業時までに前科9犯、大麻吸引で2回服役した過去を公開した。
- 2014年8月 - 南北統一を願う歌を発表し8月14日に竹島に上陸し北朝鮮脱出住民（脱北者）40人からなる合唱団と公演を行った。
- 2014年11月 - 東京入国管理局から入国を拒否された。

## 前科

### 高校卒業時に前科9犯?
2013年09月21日、イは韓国のソンジ高校を訪問し、高校生に向けて講演した。その中でイは「私は高校の時本当に問題児だった。高校を卒業する時は前科9犯だった。大麻を吸って刑務所にも2回行ったし、離婚も1回した。」と語り、高校を卒業する1984年春までに前科9犯を重ねていたという自身の暗い過去を公開した。
しかし以来、事実ではないと否定した。退学、家出など社会生活に困難がある青少年が多かったプログラムの特性上、本人も学校生活当時反抗児気質があったが社会的に成功したため、学生たちを説得させるための話法でそんな話をした。ところがその部分だけ放送で強調され、自分も乱感だと明らかにした。実際には大麻の容疑で前と1犯だ。

### 大麻吸引
1990年、大麻吸引容疑で「2度目」の拘束。懲役1年、執行猶予2年の判決をうけた。

### 飲酒運転
2010年11月15日の午前1時29分頃、イはソウル市内で、血中アルコール濃度0.125％という状態で、本人所有の乗用車キャデラックを運転しているところを警察の取り締まりに遭った。「スタッフと会食をして、ビール５杯を飲んだ」と自ら飲酒運転を認めた。この事件は刑事事件として処理され、30分間の調査を受けて帰宅。行政処分として運転免許が取り消された。

## 日本国への入国拒否
2014年11月、イ・スンチョルが日本に入国しようとした際に羽田空港で東京入管に入国を拒否されて強制帰国となった。日本の「入国管理法」においては、刑事罰の履歴がある者や、就労目的などとみなされた外国籍渡航者は日本国への入国が禁じられているほか、特に薬物犯罪において有罪となった者については(刑の軽重を問わず)入国を認めないと明記されている。

### 日本側の見解
菅義偉内閣官房長官は記者会見において、本件はイの竹島上陸とは関係ないとし、退去勧告に至った理由については「個人情報」にかかわるとして、イの前科や刑事罰の履歴等には言及しなかった。

### イ・スンチョル側の見解
一方、イは退去命令の理由について、入国審査官からは「最近メディアに出ていた件について」との説明を受けたとし、2014年の光復節に合わせて竹島に上陸して公演を行ったことが原因であると主張している。また、大麻吸引以降、20年以上の間に15回ほど入国してきたが、これまでは入国拒否されたことはなかったとし、これからも竹島関連行事に積極的に参加していきたいとの意向を示した。

### イ・スンチョルの見解に対する批判
日本の大手弁護士事務所アディーレ法律事務所の篠田恵里香弁護士は、J-CASTニュースのインタビューに応じ、以下のように答えた。
- 外国人が日本に入国することは『権利』として保障されない。
- イ氏の場合、出入国管理法第５条１項１４号の中の「日本国の利益又は公安を害する行為を行うおそれがあると認めるに足りる相当の理由がある者」に該当すると思われる。
- 判断は、日本国の法務大臣の裁量である。
- 同法５条１項５号により、大麻吸引は『無期限の入国拒否』の理由となる。
- 薬物犯罪の記録がある場合は『特別許可』がなければ日本に上陸できない。
- 世界的歌手ポール・マッカートニー氏といえども『特別許可』がなければ日本には入国できない。
- イ氏が過去に薬物犯罪で有罪判決を受けた後、これまで15回、問題なく日本への入国を認められたとしても、それはあくまで日本側の『特別許可』によるものにすぎない。

篠田弁護士から回答を受けたジェイ・キャストは、「今回だけ拒否されたのは不当」とするイの主張は筋違いだと伝えた。なお、このインタビューではイの前科や刑事罰の履歴等には言及されていない。

### 韓国政府からの「説明要求」
韓国外務省報道官が11日の記者会見で、イに対する入局拒否理由について、在日韓国大使館の領事が日本政府に説明を求めていたことが分かった。日本側は「慣例や個人情報保護の観点から理由は明らかにできない」と回答したという。報道官は「報道されたような釈然としない理由で韓国国民が入国を拒否されたのが事実であれば、はなはだ遺憾だ」と述べた。

### 韓国では 年間10万人が「入国拒否」
韓国では、2011年には 7万6125人、2012年には 8万6408人、2013年には 10万人の外国人を入国拒否にしている。韓国への入国を拒否された外国人には、拒否の「理由」は通知されず、不服申立ての権利もないという。 韓国法務部は (1)理由を教えれば、国家安全や公共の利益に重大な危害が憂慮される、(2)入国禁止は主権国家の裁量行為なので、理由を告知する義務はない、(3)米国や日本なども、入国禁止者に対する事前告知の手続きはない、などとしている。
なお、法務省の発表によれば、2013年に日本への入国が拒否された外国人の数は2859人。このうち韓国人が683人（全体の24％）で最も多いという。 

### 日本への「再入国」の予告
2014年11月27日、イ・スンチョルが日本でのコンサート開催を予定していることが報道された。イは2015年のワールドツアーについて「米国、東京、大阪を回る予定だ。今回のことがあったけど、日本側にはビザの申請を続けるつもりだ」と語った。韓国のネットユーザーからは「日本が入国を許可したらイ・スンチョルの勝利！かっこいい」「日本で堂々と『その日に（8月に竹島で歌った曲）』を歌う姿を見たい」「韓国政府は役に立たないから、日本の間違った歴史認識を変えられるのはイ・スンチョルだけだ。頑張れ！」などと、政治的活動を目的とした日本上陸を煽るかのようなコメントが寄せられている。

## 作品

### 韓国

#### 復活
- 1集 「復活Vol.1」
- 2集 「Remember」
- ベストアルバム 「復活 Best」
- 8集「セビョッ（夜明け）」

#### ソロ
＜オリジナルアルバム＞
- 1集Part1 「イ・スンチョル part1（さよならなんて言わないで）」
- 1集Part2 「イ・スンチョル part2（最後のコンサート）」
- 2集 「イ・スンチョル2 Ballerina-Girl」
- 3集 「彷徨」
- 4集 「The Secret of Color」
- 5集 「The Bridge of Sonic Heaven」
- 5.5集 「Deep Blue」
- 6集 「ベスト1999 & Live Best」
- 6.5集 「告白 (Confession)」
- 7集 「The Livelong Day」
- 8集 「Reflection Of Sound」
- 9集 「The Secret Of Color 2」
- 10集「(The Land of Dreams) Mutopia」
- 10集「愛は本当に難しい」（10集のリパッケージ盤）

＜ライブアルバム＞
- 「Live」
- 「91’Irony Live」
- 「95’Secret Live イ・スンチョル」
- 「復活・イ・スンチョル Joint Concert Part I」
- 「復活・イ・スンチョル Joint Concert Part II」
- 「97’Heaven Live Hall In Se-Jong 4」
- 「Serious Live 93’」
- 「20Th Anniversary Live In 2005」
- 「ライブベスト/少女時代」
- 「Live - He’s Coming」

＜ベストアルバム＞
- 「イ・スンチョル Hit Bank」
- 「Forever Love / Best Of Best」
- 20周年記念盤 「remake / A Walk to Remember」
- 「Rui:The Best Great Hits」
- 「イ・スンチョル Best」
- 「Sound Of Double + Live」

＜デジタルシングル＞
- 「Listen To EXR With Leeseungchul 9Th」
- 「Moving Star」

＜企画盤＞
- 企画アルバム 「No More Tragedy」
- 企画シングル 「No More War」
- 企画アルバム 「Amazing Christmas」

＜サウンドトラック＞
- 「月は…太陽が見る夢」
- 「泥棒と詩人」
- 「風の息子」
- 「飛天舞」
- 「火の鳥」
- 「青燕」

### 日本（RUI名義）
＜シングル＞
- 「さよなら3」（UMCK-5141 , 2006年2月22日）

＜アルバム＞
- 「for japan」 （UMCK-1205 , 2006年3月22日）
- 「sound of double」 （UMCK-1206 , 2006年4月22日）

## 受賞歴
- 1990年 ゴールデンディスク本賞
- 2004年 ゴールデンディスク本賞
- 2005年 KBS歌謡大賞 歌手賞
- 2005年 韓国大衆音楽賞 男性ソロ部門 歌手賞
- 2007年 第15回 韓国人気芸能大賞 新世代歌謡 10大歌手賞
- 2013年 Mnetアジアミュージックアワード ベスト・コンサート・パフォーマー賞

## その他
- 韓国ではランドローバーの親善大使を務めている[13]。